# Famiglie e generi di piante a cuscino
Di seguito una lista di Famiglie e Generi di piante a cuscino così come indicato nello studio del 2014 del professor Serge Aubert.

## A

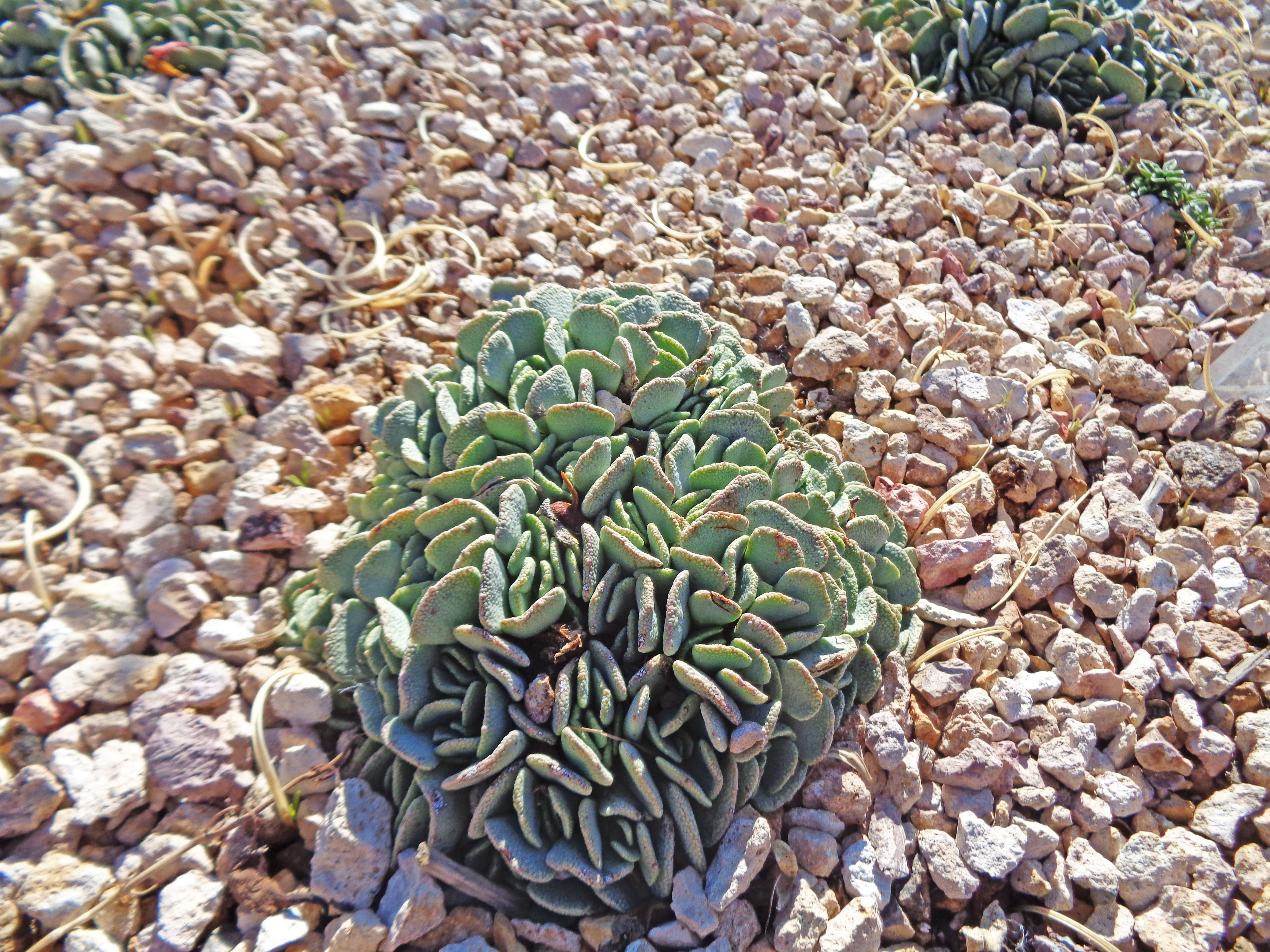
Aloinopsis spathulata
Aizoaceae

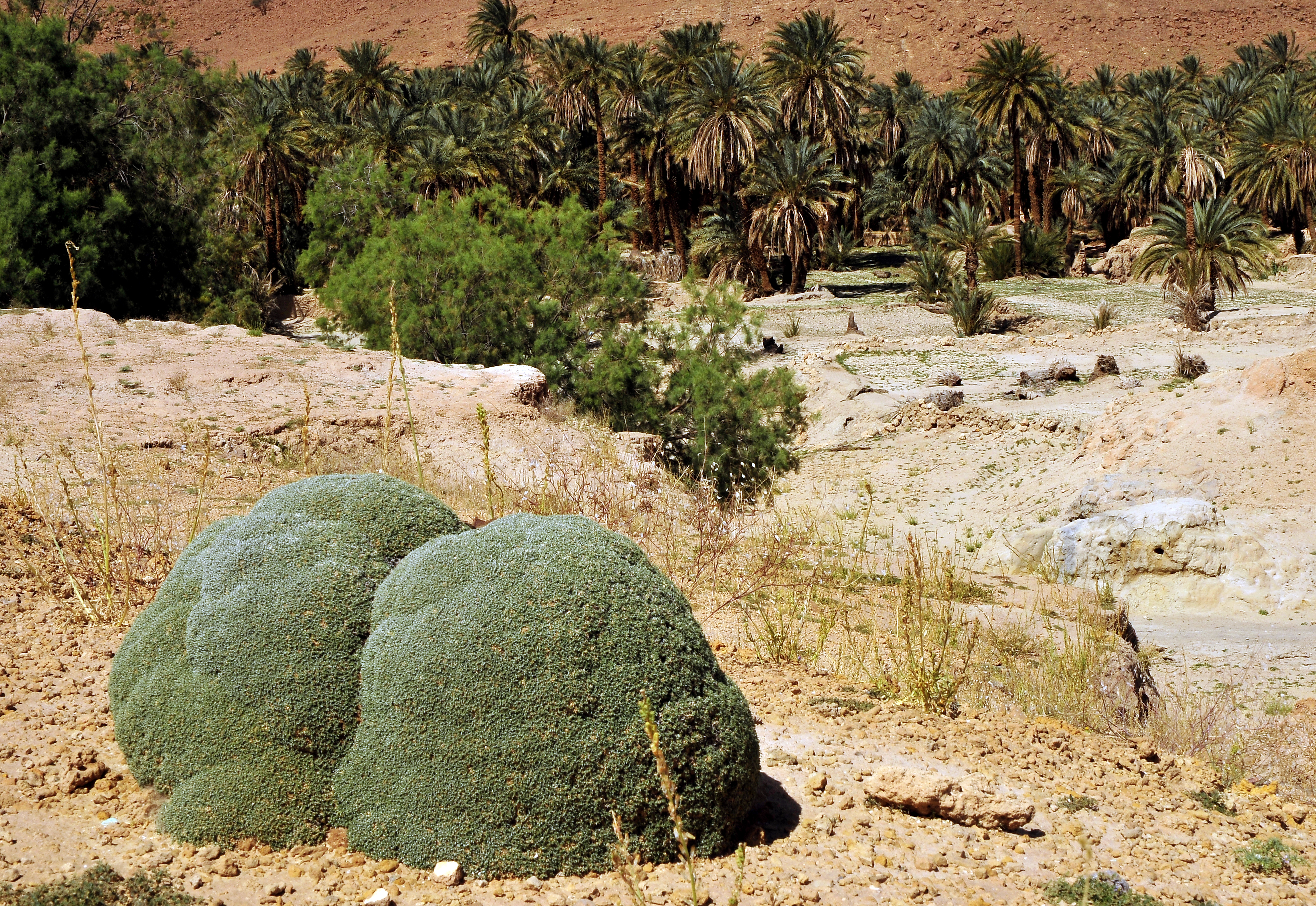
Anabasis aretioides
Amaranthaceae

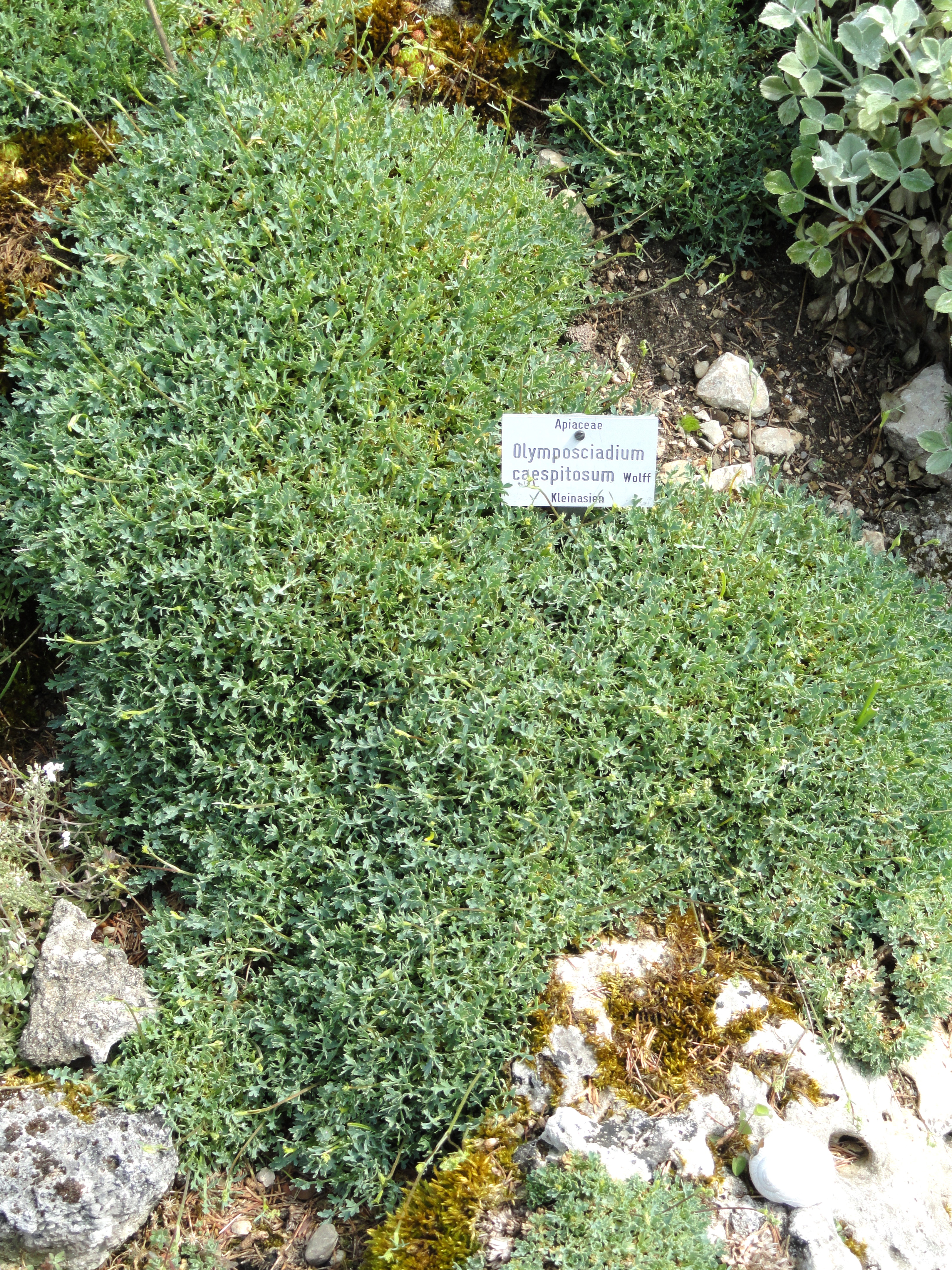
Aegokeras caespitosa
Apiaceae

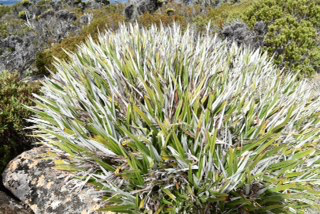
Astelia alpina
Asteliaceae

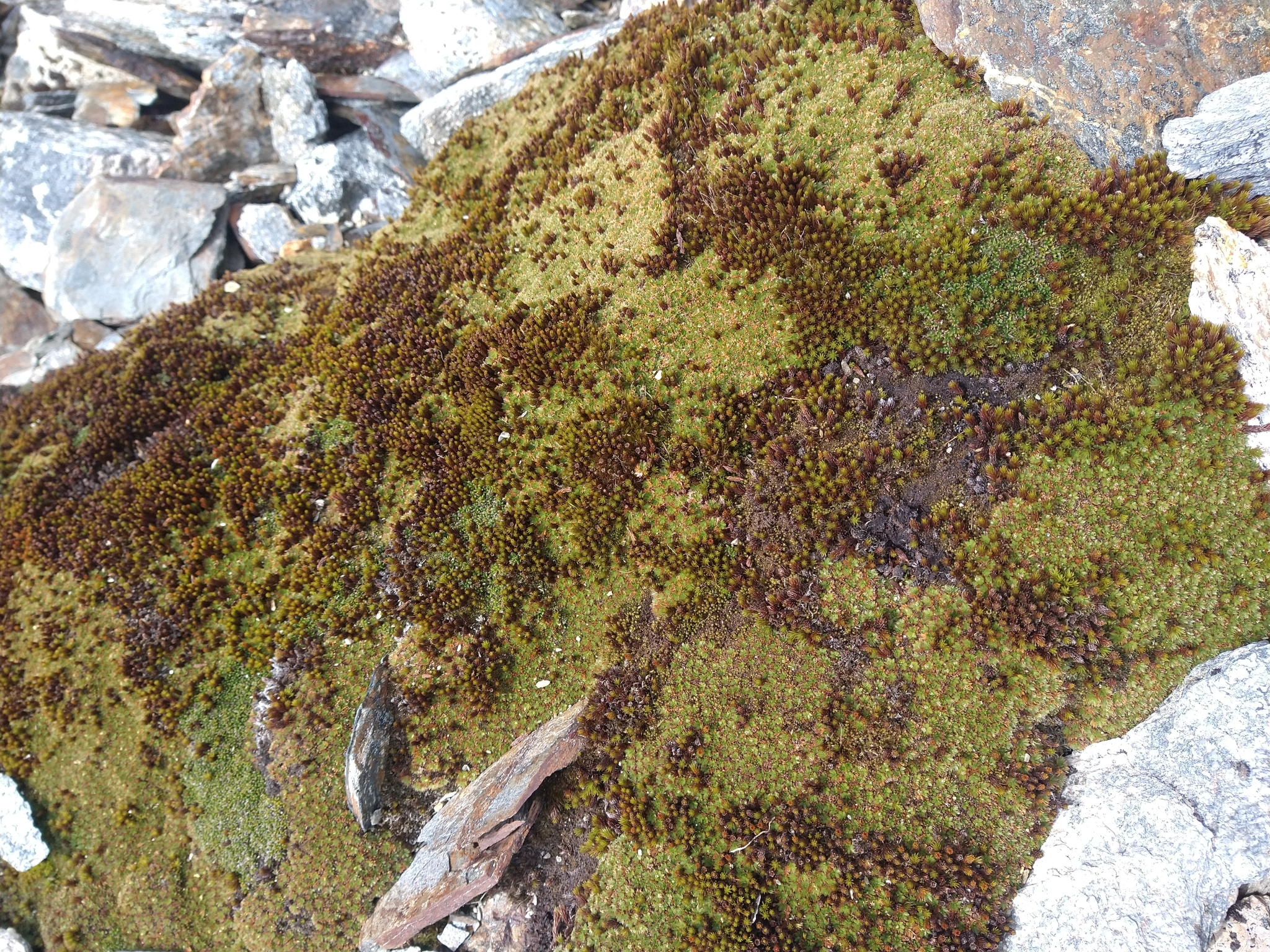
Abrotanella emarginata
Asteraceae

- Famiglia Acanthaceae
  - Lepidagathis

- Famiglia Aizoaceae
  - Aloinopsis
  - Delosperma

- Famiglia Amaranthaceae

- Anabasis
- Arthrophytum
- Hemichroa
- Krascheninnikovia
- Nanophyton
- Ptilotus
- Roycea
- Sarcocornia

- Famiglia Apiaceae

- Aegokeras
- Aciphylla
- Azorella
- Bolax
- Bupleurum
- Chaerophyllum
- Laretia
- Mulinum
- Trachymene

- Famiglia Asparagaceae
  - Lomandra

- Famiglia Asteliaceae
  - Astelia

- Famiglia Asteraceae

- Abrotanella
- Anaphalis
- Anthemis
- Argyrotegium
- Artemisia
- Atractylis
- Baccharis
- Belloa
- Brachyclados
- Bryomorphe
- Burkartia
- Catananche
- Celmisia
- Centaurea
- Chamaechaenactis
- Chuquiraga
- Cichorium
- Dubautia
- Erigeron
- Euchiton
- Euryops
- Ewartia
- Gamochaeta
- Haastia
- Helichrysum
- Heterotheca
- Hippolytia
- Jurinella
- Lagenocypsela
- Launaea
- Leontopodium
- Leucogenes
- Lucilia
- Mniodes
- Nardophyllum
- Nassauvia
- Pentacalia
- Psephellus
- Pterygopappus
- Raoulia
- Raouliopsis
- Saussurea
- Scorzonera
- Senecio
- Sinoleontopodium
- Townsendia
- Waldheimia
- Werneria
- Xenophyllum
- Youngia

## B

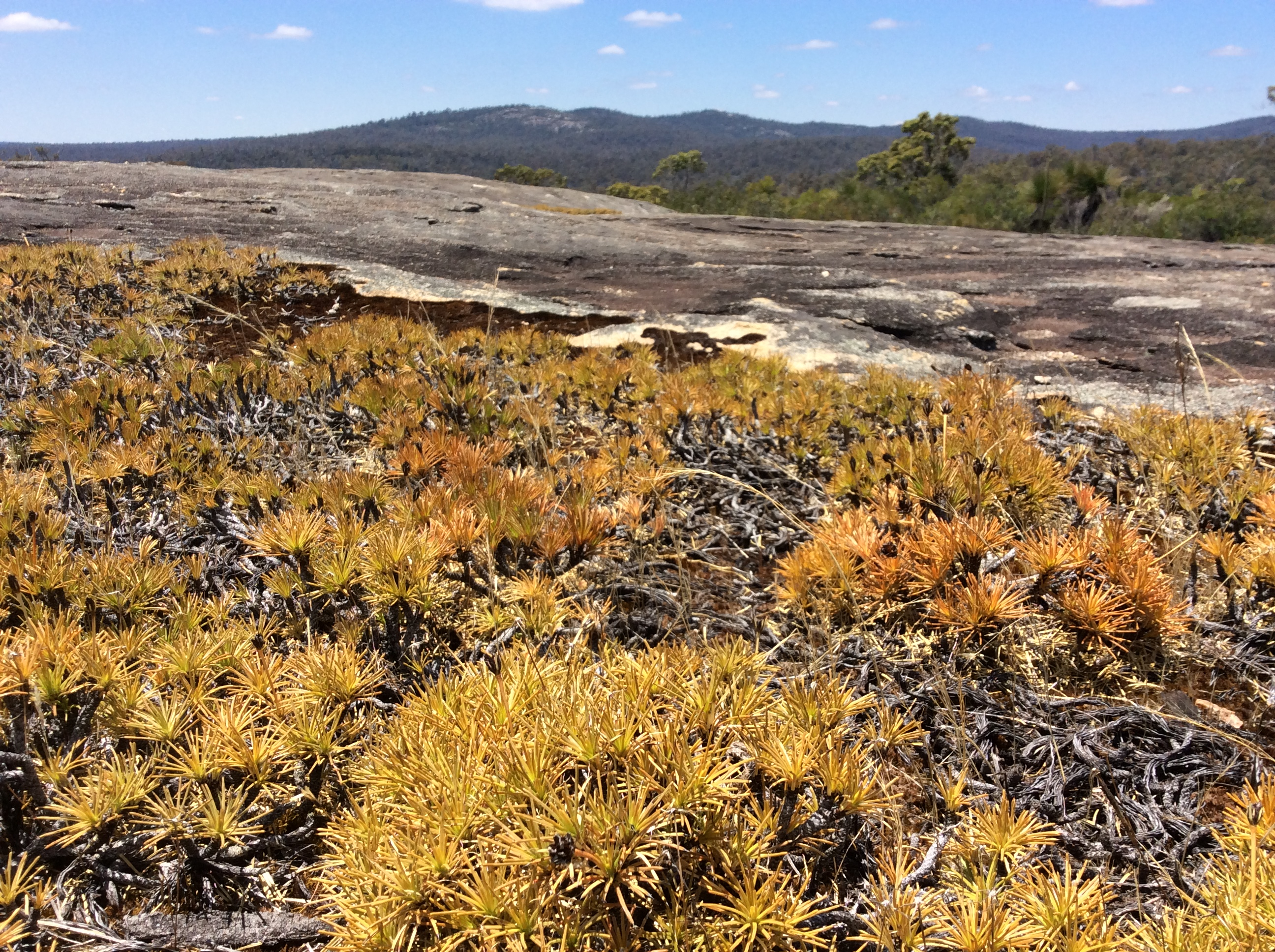
Borya constricta
Boryaceae

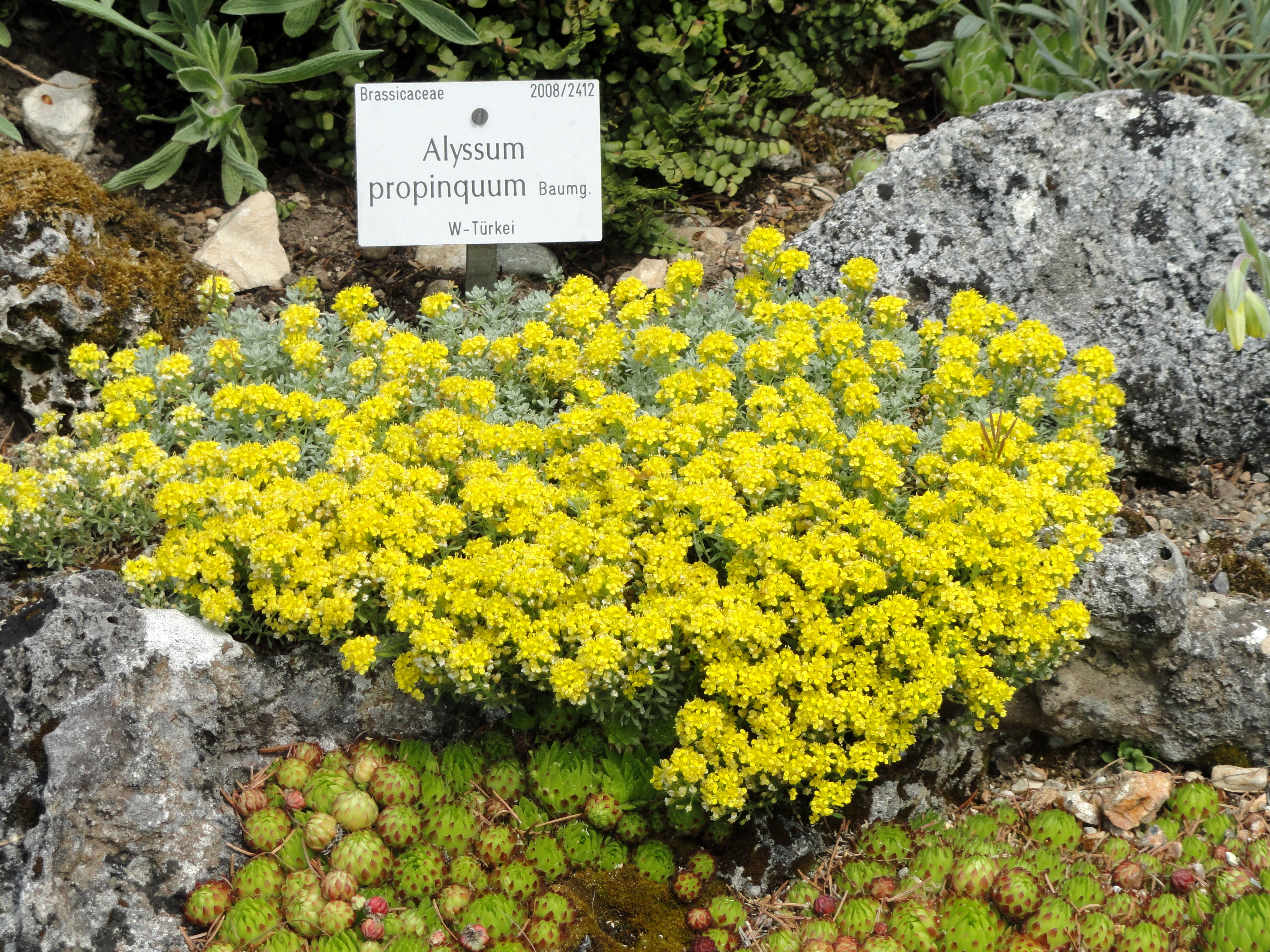
Alyssum propinquum
Brassicaceae

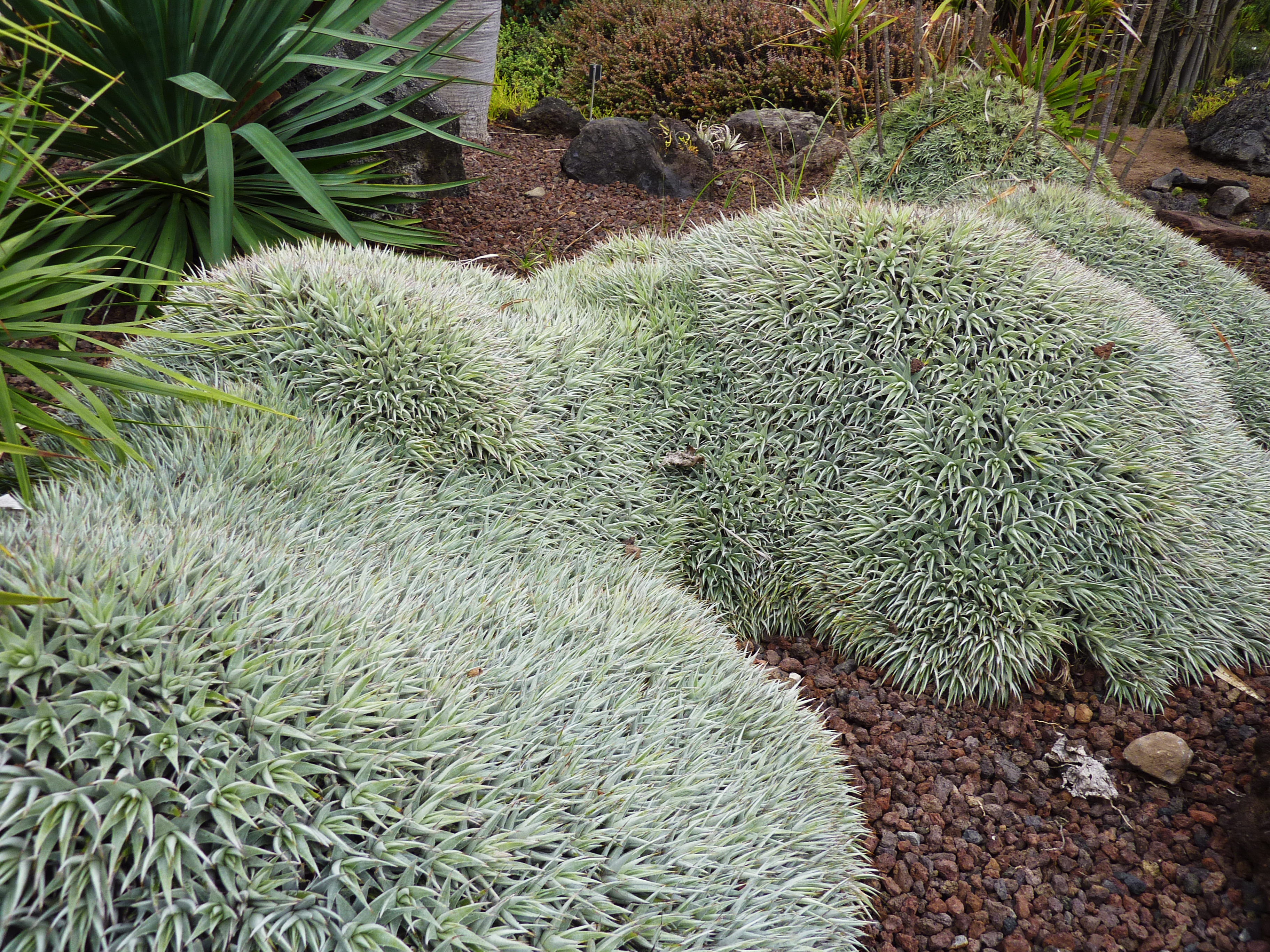
Deuterocohnia brevifolia
Bromeliaceae

- Famiglia Boraginaceae
  - Alkanna
  - Amblynotus
  - Chionocharis
  - Eritrichium
  - Myosotis

- Famiglia Boryaceae
  - Borya

- Famiglia Brassicaceae

- Alyssum
- Arabis
- Aubrieta
- Baimashania
- Borodinia
- Brayopsis
- Dactylocardamum
- Degenia
- Delpinophytum
- Draba
- Eudema
- Lepidium
- Lithodraba
- Onuris
- Petrocallis
- Physaria
- Physoptychis
- Ptilotrichum
- Shangrilaia
- Solms-laubachia
- Subularia
- Thlaspi
- Vella
- Xerodraba
- Zilla

- Famiglia Bromeliaceae
  - Deuterocohnia

## C

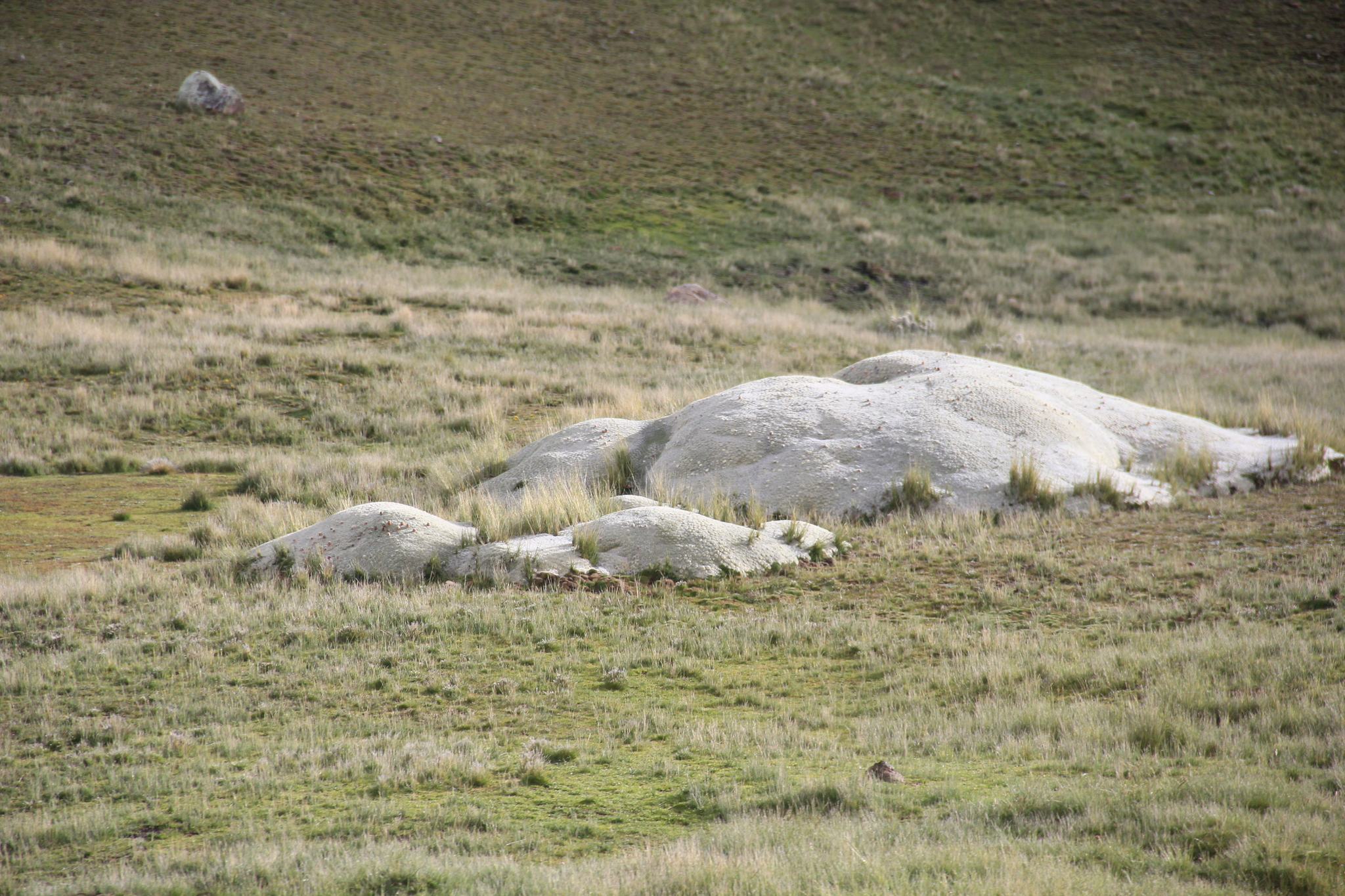
Punotia lagopus
Cactaceae

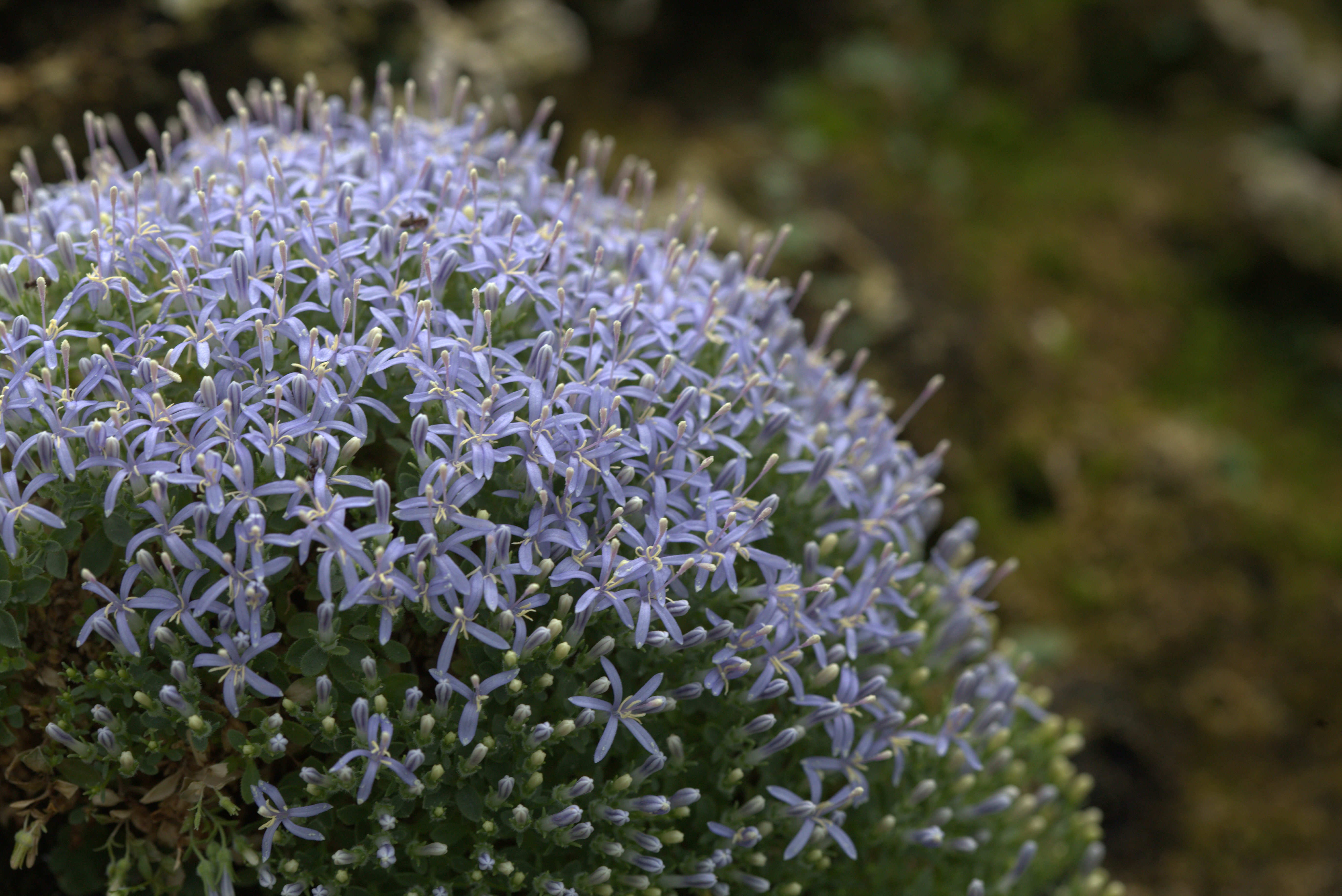
Campanula asperuloides
Campanulaceae

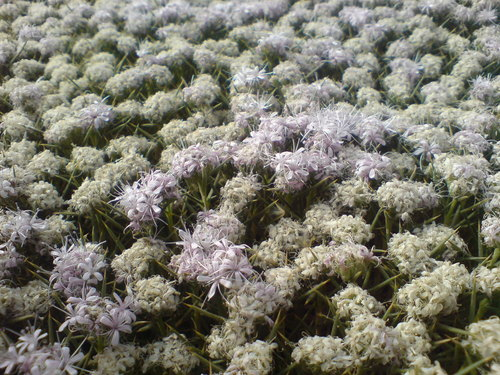
Acanthophyllum glandulosum
Caryophyllaceae

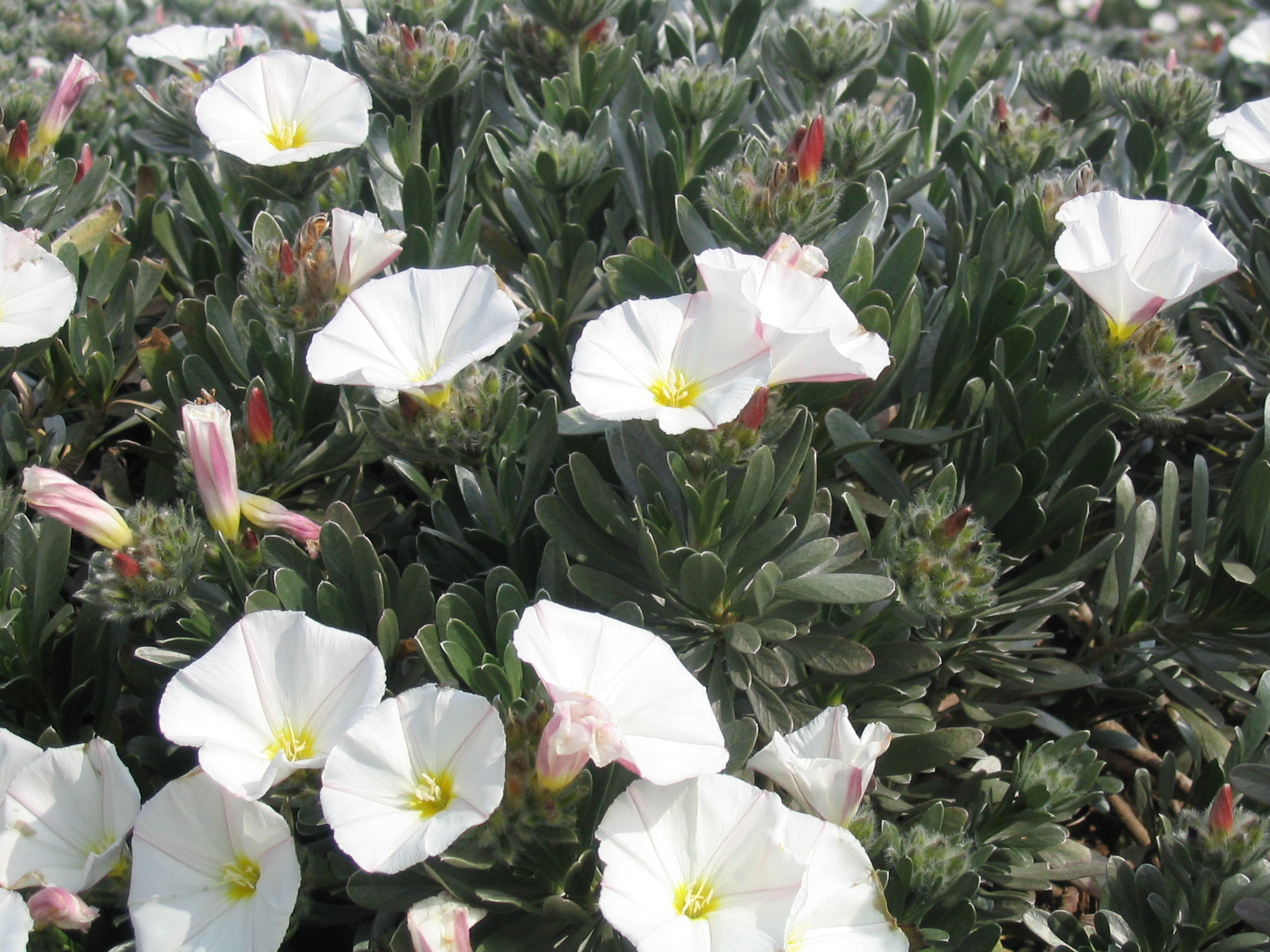
Convolvulus cneorum
Convolvulaceae

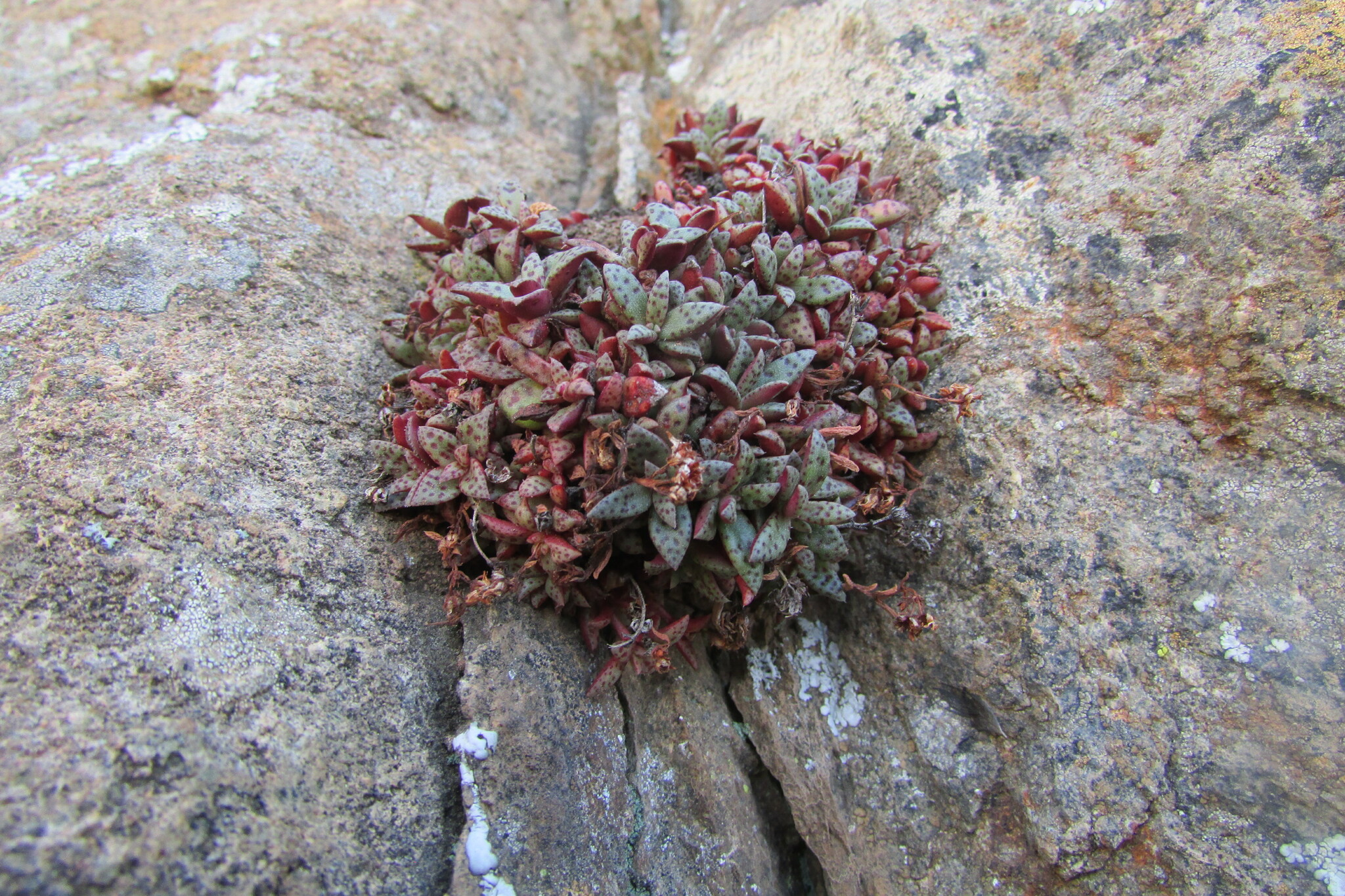
Crassula cooperi
Crassulaceae

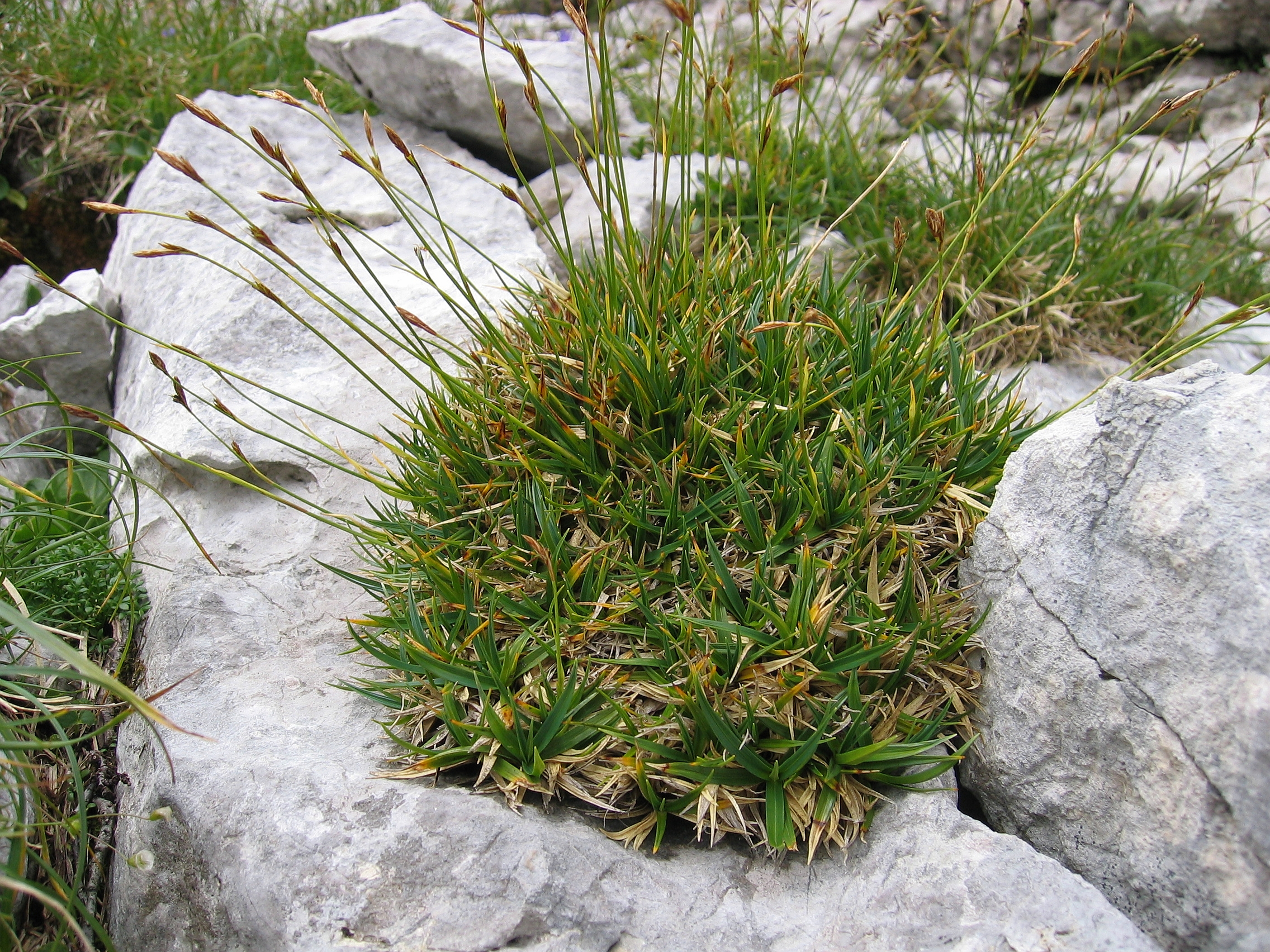
Carex firma
Cyperaceae

- Famiglia Cactaceae

- Austrocylindropuntia
- Copiapoa
- Cumulopuntia
- Echinocereus
- Epithelantha
- Ferocactus
- Gymnocalycium
- Maihueniopsis
- Mammillaria
- Opuntia
- Punotia
- Tunilla

- Famiglia Calceolariaceae
  - Calceolaria

- Famiglia Campanulaceae

- Asyneuma
- Campanula
- Edraianthus
- Lysipomia
- Muehlbergella
- Wahlenbergia

- Famiglia Caprifoliaceae

- Aretiastrum
- Phyllactis
- Pterocephalus
- Valeriana

- Famiglia Caryophyllaceae

- Acanthophyllum
- Arenaria
- Bolanthus
- Colobanthus
- Dianthus
- Eremogone
- Gypsophila
- Minuartia
- Mniarum
- Paronychia
- Philippiella
- Pycnophyllopsis
- Pycnophyllum
- Reicheella
- Sagina
- Saponaria
- Scleranthus
- Silene
- Stellaria
- Thylacospermum

- Famiglia Celastraceae
  - Stackhousia

- Famiglia Centrolepidaceae
  - Centrolepis
  - Gaimardia

- Famiglia Convolvulaceae
  - Convolvulus

- Famiglia Crassulaceae
  - Crassula
  - Sempervivum

- Famiglia Cyperaceae

- Carex
- Carpha
- Oreobolus
- Phylloscirpus
- Rhynchospora
- Schoenus
- Zameioscirpus

## D

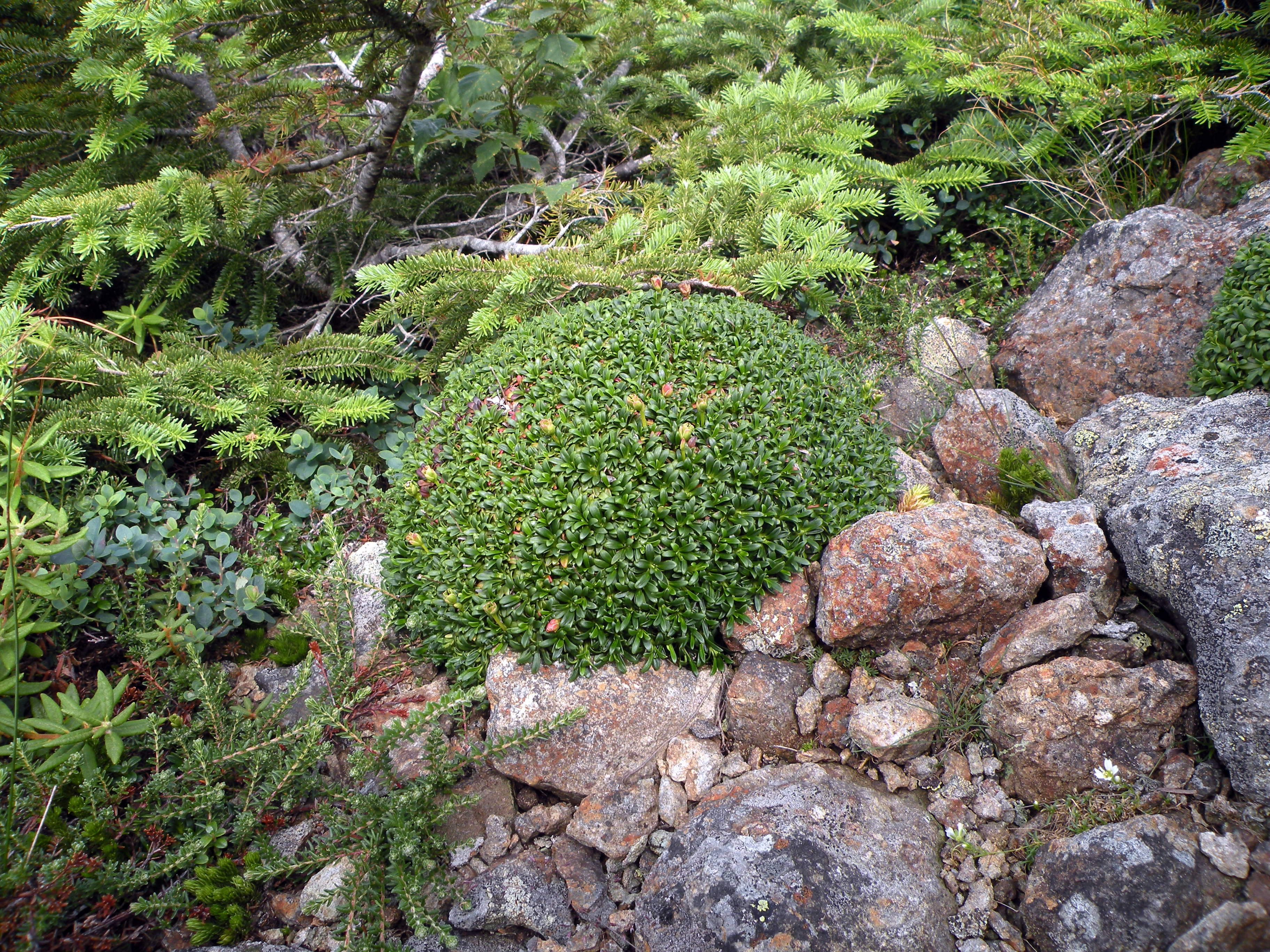
Diapensia lapponica
Diapensiaceae

- Famiglia Diapensiaceae
  - Diapensia

- Famiglia Dilleniaceae
  - Hibbertia

## E

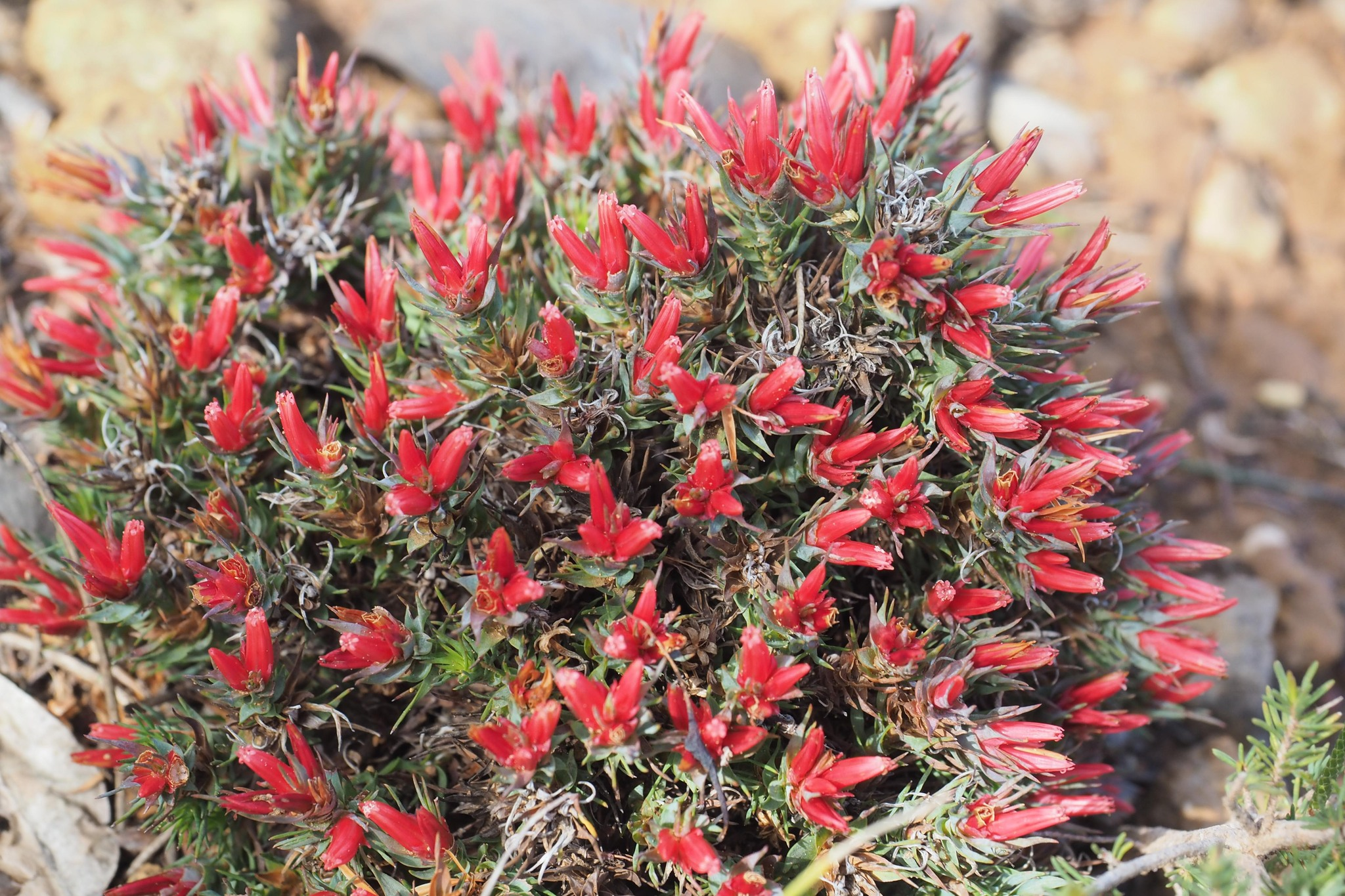
Andersonia grandiflora
Ericaceae

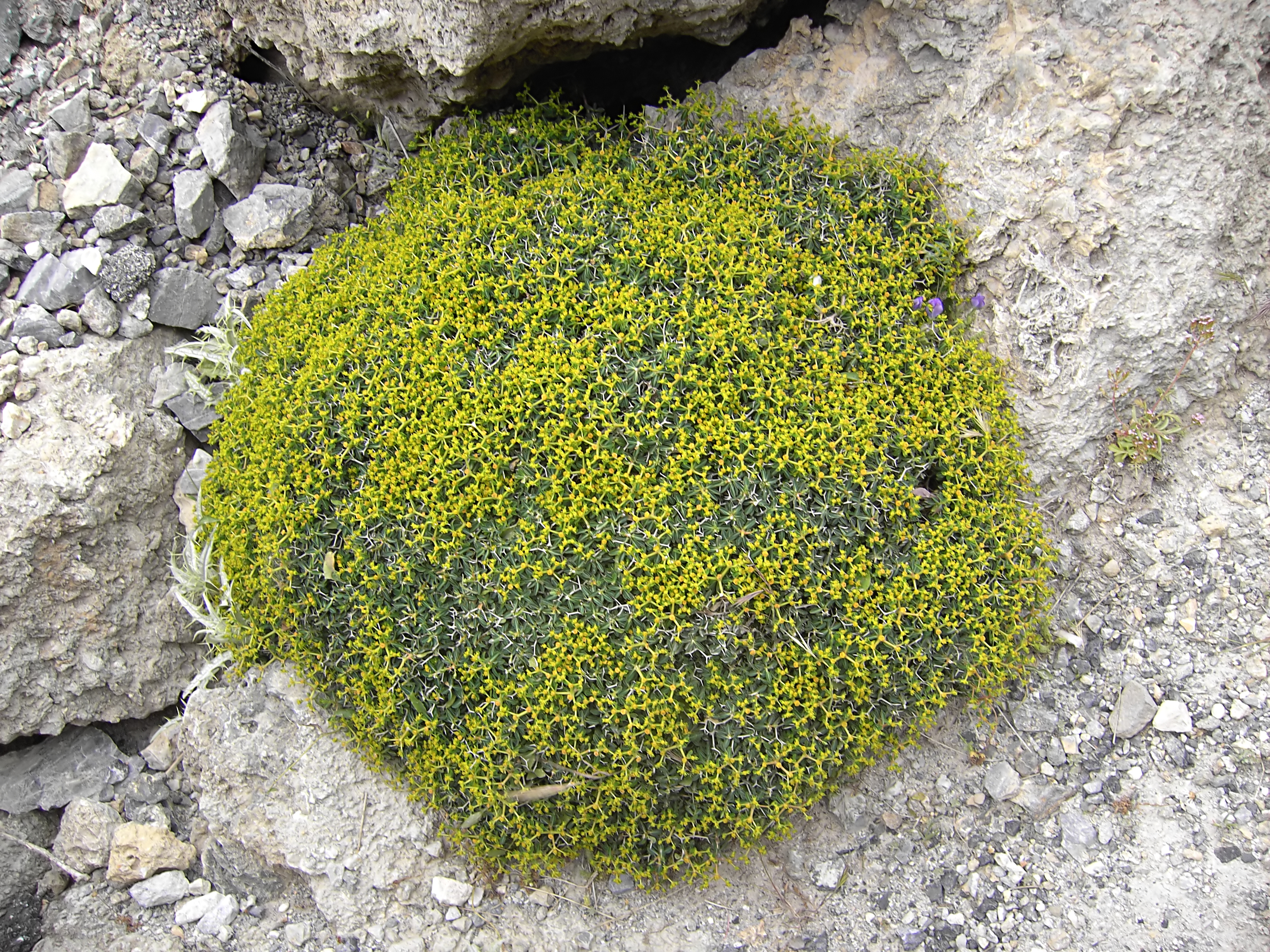
Euphorbia acanthothamnos
Euphorbiaceae

- Famiglia Ericaceae

- Andersonia
- Disterigma
- Rhododendron
- Dracophyllum
- Pentachondra

- Famiglia Eriocaulaceae
  - Eriocaulon
  - Paepalanthus.

- Famiglia Euphorbiaceae
  - Euphorbia

## F

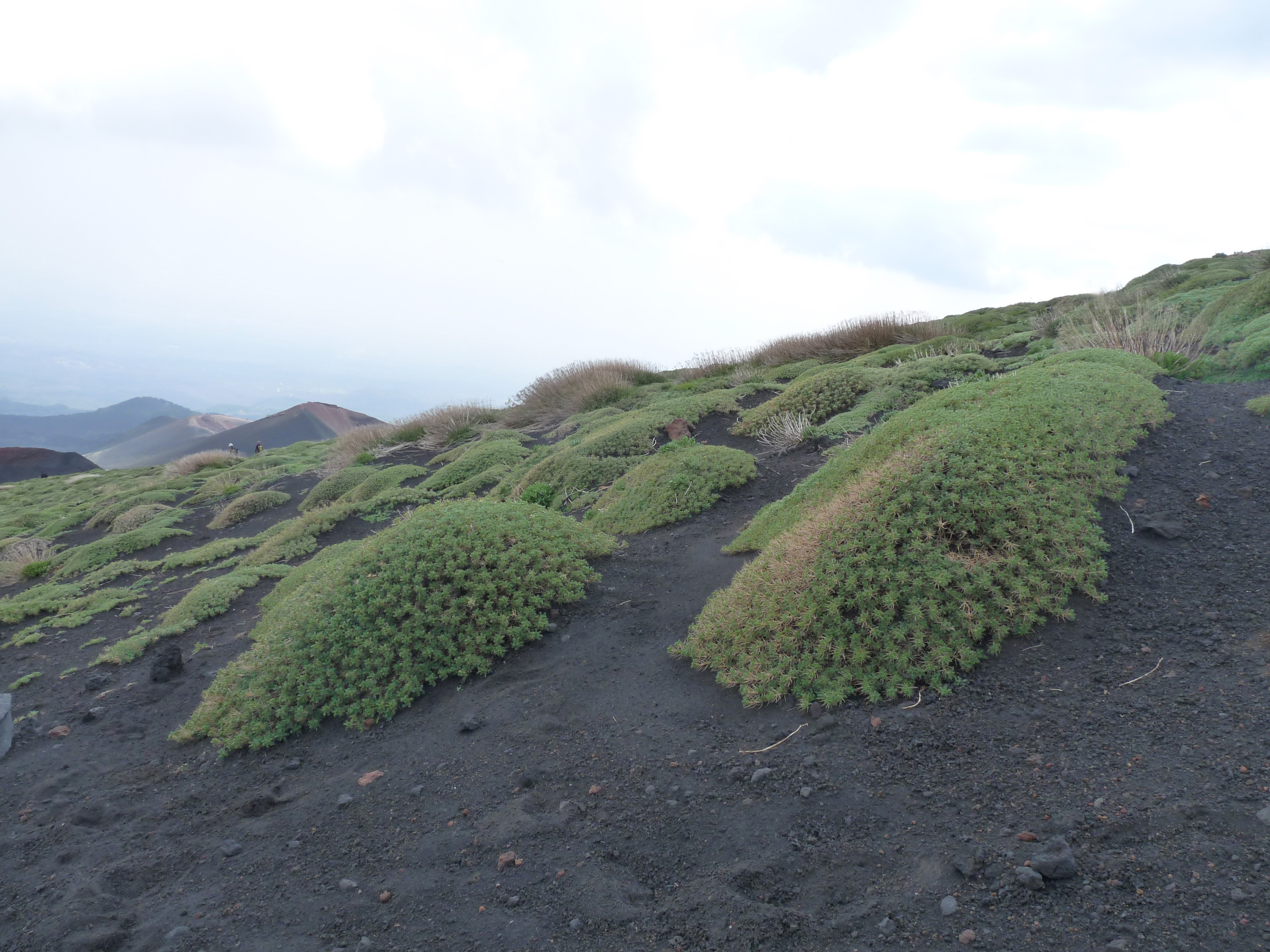
Astragalus siculus
Fabaceae

- Famiglia Fabaceae

- Acacia
- Adesmia
- Anarthrophyllum
- Anthyllis
- Astracantha
- Astragalus
- Carthamus
- Chesneya
- Cicer
- Cousinia
- Cytisus
- Echinospartum
- Erinacea
- Eutaxia
- Genista
- Lotus
- Lupinus
- Onobrychis
- Orophaca
- Oxytropis
- Sarcopoterium

- Famiglia Frankeniaceae
  - Frankenia

## G
- Famiglia Gentianaceae

- Gentiana
- Gentianella
- Halenia

- Famiglia Geraniaceae
  - Geranium

- Famiglia Goodeniaceae
  - Lechenaultia
  - Scaevola

## I
- Famiglia Iridaceae
  - Tapeinia

## J
- Famiglia Juncaceae
  - Distichia
  - Juncus
  - Luzula
  - Oxychloe
  - Patosia

## L
- Famiglia Lamiaceae
  - Ajuga
  - Hedeoma
  - Thymus
  - Ziziphora

- Famiglia Linaceae
  - Linum

- Famiglia Loasaceae
  - Loasa

- Famiglia Loganiaceae
  - Mitrasacme

## M
- Famiglia Malvaceae
  - Nototriche

- Famiglia Montiaceae
  - Hectorella
  - Lyallia
  - Phemeranthus

## O
- Famiglia Oleaceae
  - Jasminum

- Famiglia Oxalidaceae
  - Oxalis

## P
- Famiglia Papaveraceae
  - Corydalis

- Famiglia Plantaginaceae

- Globularia
- Plantago
- Veronica

- Famiglia Plumbaginaceae

- Acantholimon
- Armeria
- Limonium

- Famiglia Poaceae

- Aciachne
- Agrostis
- Calamagrostis
- Deschampsia
- Ehrharta
- Kobresia
- Poa
- Sporobolus
- Rytidosperma

- Famiglia Polemoniaceae
  - Gilia
  - Phlox

- Famiglia Polygonaceae
  - Eriogonum

- Famiglia Portulacaceae
  - Calandrinia

- Famiglia Primulaceae
  - Androsace
  - Dionysia
  - Primula
  - Vitaliana

## R
- Famiglia Ranunculaceae

- Paraquilegia
- Psychrophila
- Ranunculus

- Famiglia Rhamnaceae
  - Rhamnus

- Famiglia Rosaceae

- Acaena
- Ivesia
- Petrophytum
- Potentilla
- Kelseya
- Sibbaldia

- Famiglia Rubiaceae

- Asperula
- Galium
- Oldenlandia
- Oreopolus
- Rubia

## S
- Famiglia Salicaceae
  - Salix

- Famiglia Saxifragaceae
  - Saxifraga
  - Saxifragella

- Famiglia Scrophulariaceae
  - Verbascum

- Famiglia Solanaceae

- Benthamiella
- Combera
- Fabiana
- Pantacantha
- Petunia

- Famiglia Stylidiaceae

- Donatia
- Phyllachne
- Stylidium

## T
- Famiglia Thymelaeaceae
  - Drapetes
  - Kelleria
  - Pimelea

## V
- Famiglia Verbenaceae
  - Junellia

- Famiglia Violaceae
  - Viola

## X
- Famiglia Xyridaceae
  - Xyris